# Huis van de Sovjets

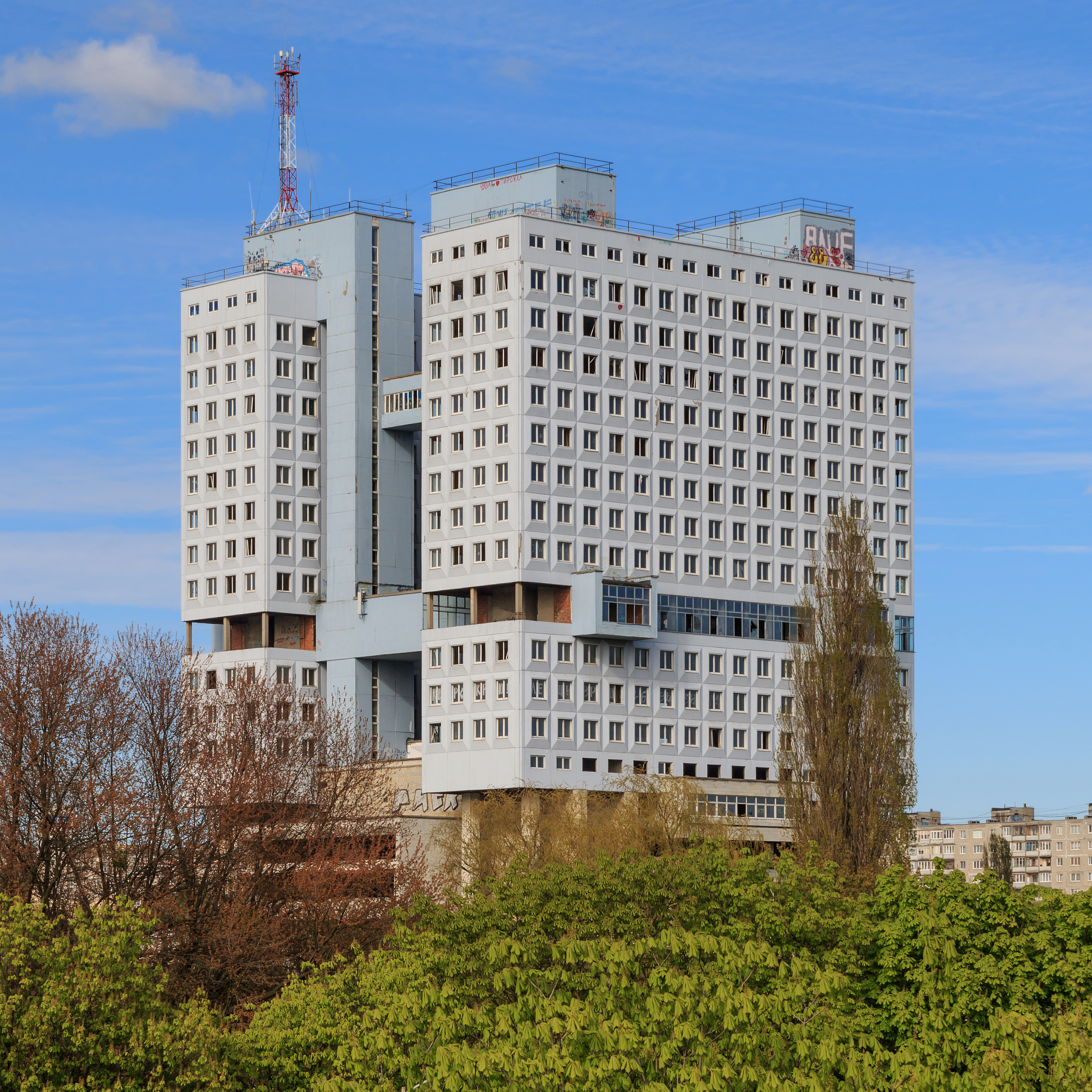
Huis van de Sovjets.

Het Huis van de Sovjets (Russisch: Дом Советов; Dom Sovjetov) is een beeldbepalend gebouw in de Russische stad Kaliningrad (het vroegere Duitse Königsberg). Het bevindt zich direct ten oosten van de locatie van het voormalige Kasteel van Koningsbergen ten zuidoosten van het stadscentrum. Het Huis van de Sovjets werd gebouwd in opdracht van het regionale sovjetbestuur als bestuursgebouw voor de stadsraad en de oblast Kaliningrad en is een typisch voorbeeld van een dolgostroj uit de Sovjetperiode.
Voor de bouw moest eerst ruimte worden gemaakt. Dit werd gedaan door in 1967 de ruïnes van het voormalige Kasteel van Koningsbergen op te blazen, daar dit volgens de sovjetautoriteiten werd beschouwd als "het symbool van Pruisisch militarisme en fascisme". De bouw begon aan het begin van de jaren zeventig, waarbij oorspronkelijk volgens onofficiële bronnen werd uitgegaan van 28 verdiepingen. De ondergrond bleek echter niet stevig genoeg voor een dergelijk hoog gebouw, wat waarschijnlijk een gevolg was van het opblazen van de ruïnes van het voormalige kasteel, waardoor de ondergrond werd losgeschud. Uiteindelijk kreeg het gebouw dan ook 21 verdiepingen.
Deze problemen leidden reeds in de jaren zeventig tot problemen bij de bouw. Eind jaren 80 werd de bouw stilgelegd wegens onvoldoende financiën. Tot op heden is er niet aan verder gebouwd, al werd er in de jaren 90 wel verschillende malen interesse getoond door investeerders die er een zakencentrum in wilden openen. In die tijd ontstond er echter een conflict tussen het stadsbestuur en een afgehaakte investeerder dat in de rechtszaal werd uitgevochten. Dit leidde ertoe dat de bouw nog langer stil bleef liggen. Plannen om het gebouw dan in elk geval een facelift te geven aan de buitenzijde en het gebouw van vensters te voorzien voor het stadsjubileum van juli 2005 (750-jarig bestaan) werden slechts gedeeltelijk uitgevoerd. Het gebouw werd toen ook blauw geverfd. 
Direct ten westen van het gebouw bevindt zich op het terrein van het opgeblazen kasteel het "centrale plein", dat, anders dan de naam doet vermoeden, niet in het stadscentrum ligt maar ongeveer 1,5 kilometer erbuiten.
In 2020 werd aangekondigd dat het bouwwerk in de lente van 2021 afgebroken zou worden omdat er schade aan het gebouw is en deze herstellen duurder zou zijn. De afbraak werd echter uitgesteld. Onbekend is wat er voor het gebouw in de plaats moet komen. Er zijn plannen om het oude stadscentrum van Koningsbergen te reconstrueren.
In december 2022 is besloten het gebouw daadwerkelijk af te breken met als verwachtte einddatum juni 2024. 